# Absaugen

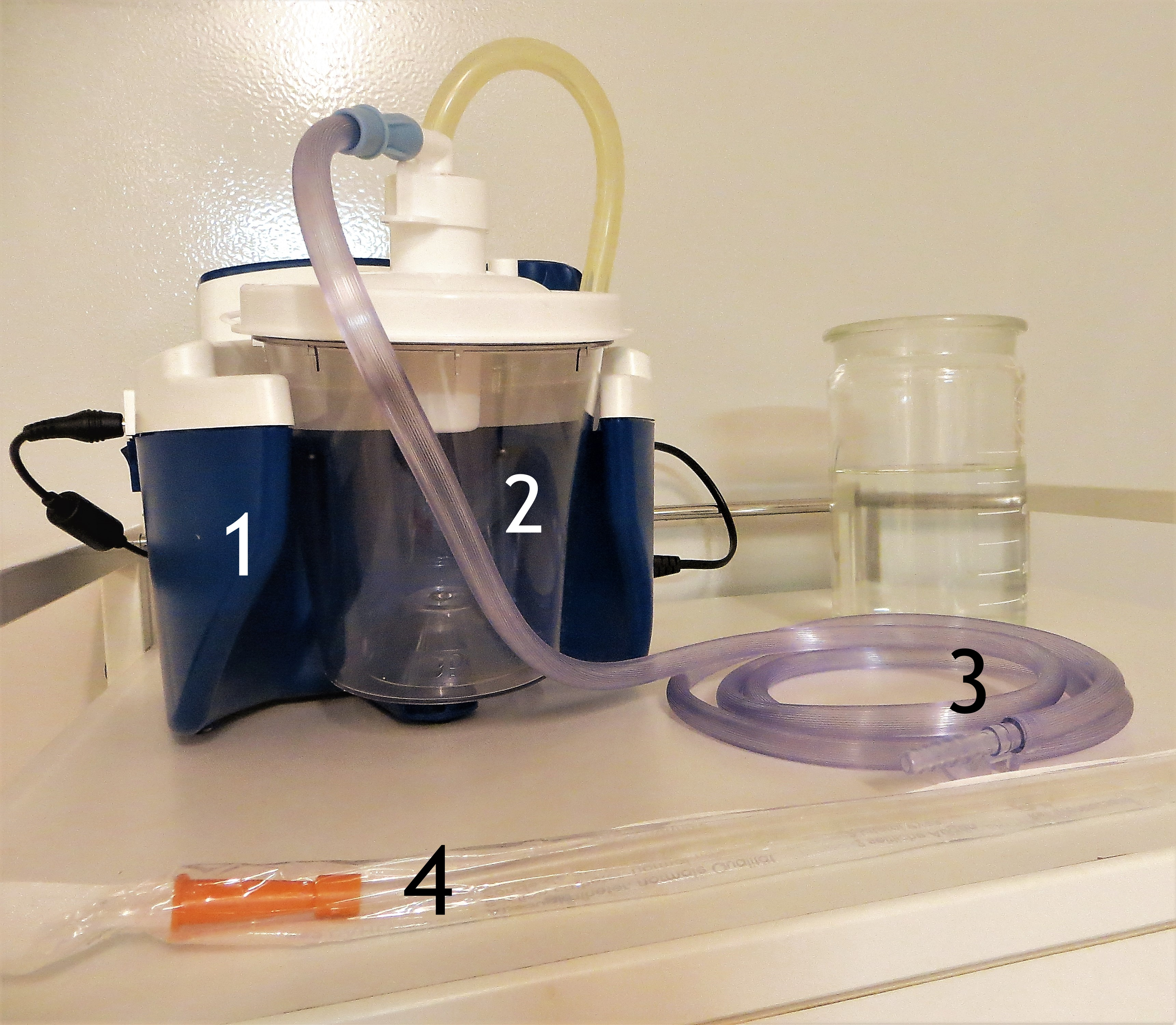
Absauggerät mit Zubehör für offenes Absaugen: 1 Kompressor, 2 Sekretauffangbehälter, 3 Verbindungsschlauch, 4 steril verpackter Absaugkatheter

Absaugen ist eine Maßnahme des Atemwegsmanagements. In der professionellen Pflege, in der Notfall- und Intensivmedizin, während und nach verschiedenen Operationen oder zahnmedizinischer Behandlungen werden mit Hilfe einer Absaugpumpe und einem Absaugkatheter flüssiges Atemwegssekret, Speichel, Blut oder aspirierte Stoffe aus den Atemwegen entfernt.
Nach entsprechender Schulung und Ausstattung können sich Patienten mit einem Tracheostoma auch selbst absaugen.

## Einteilung
Das Absaugen kann in der Mundhöhle bzw. im Rachenraum erfolgen. Dabei wird der Absaugkatheter oral (die Länge des Absaugkatheters soll dann etwa dem Abstand Ohrläppchen–Nasenspitze entsprechen) oder transnasal eingeführt. Bei der nasotrachealen Absaugung sollte zur Vermeidung von Blutungen der Sog erst eingesetzt werden, wenn die Katheterspitze im Rachenraum angelangt ist. 
Beim tiefen Absaugen wird der Absaugkatheter über einen Endotrachealtubus bzw. eine Trachealkanüle in die Luftröhre bzw. die Bronchien eingeführt, um eine Bronchialtoilette durchzuführen. Gegebenenfalls wird unter laryngoskopischer oder endoskopischer Sicht abgesaugt. Im Rahmen einer Bronchoskopie wird ebenfalls abgesaugt.
Außerdem wird zwischen offenem und geschlossenem Absaugen unterschieden: Das offene Absaugen erfolgt mithilfe eines sterilen Absaugkatheters, der durch Mund oder Nase in den Rachenraum oder in einen Tubus bzw. durch ein Tracheostoma in die Luftröhre eingeführt wird. Beim geschlossenen endotrachealen Absaugen „wird mit einem mehrfach verwendbaren, in das Beatmungsschlauchsystem integrierten Absaugkatheter ohne Diskonnektion abgesaugt.“

## Unerwünschte Wirkungen und mögliche Komplikationen
Die Atmung wird im Moment des Absaugens unterbrochen. Mögliche weitere Atmungseinschränkungen können durch Unterbrechung der Sauerstoffzufuhr, bei Verlegung des Atemweges durch den Katheter, durch den Wegfall des PEEP und durch negativen Sog-Druck, durch Agitiertheit oder Kehlkopfkrampf beim Patienten eintreten. Zusätzliche Komplikationen entstehen bei (nosokomialer) Infektion der Atemwege, die durch unsterile Materialien oder eine Verschleppung von Krankheitserregern von den oberen in die unteren Atemwege begünstigt werden kann; bei einer Verletzung der Schleimhäute durch den Katheter oder bei einer Vagusreizung mit der Folge von Bradykardie bis hin zur kurzfristigen Asystolie. Deshalb, und um eine Hypoxie und somit einen Sauerstoffmangel zu vermeiden, sollte der Absaugvorgang rasch und mit sterilen Materialien vollzogen werden.
Um diese unerwünschten Wirkungen und möglichen Komplikationen weitgehend zu vermeiden, sollte routinemäßiges Absaugen unterbleiben, auch weil jeder Absaugvorgang die Schleimhäute der Atemwege reizt und die Produktion von respiratorischem Sekret anregt.
In der Sterbephase sollte wegen der Belastung des Patienten und möglicher Komplikationen nur abgesaugt werden, wenn die Atmung durch starke Sekretion beeinträchtigt wird.